# Liste von Söhnen und Töchtern der Stadt Riga
Diese Liste enthält in Riga geborene Persönlichkeiten mit einem Artikel in der deutschsprachigen Wikipedia. Ob sie im Weiteren in Riga gewirkt haben, ist ohne Belang. Die Liste erhebt keinen Anspruch auf Vollständigkeit.

## A
- Tālivaldis Āboliņš (1932–1991), Schauspieler und Sänger
- Rodrigo Ābols (* 1996), Eishockeyspieler
- Solvita Āboltiņa (* 1963), Rechtsanwältin und Politikerin
- Harry Adaskin (1901–1994), kanadischer Geiger und Musikpädagoge
- Eriks Ādamsons (1907–1946), Schriftsteller
- Günter Adolphi (1902–1982), deutscher Verfahrenstechniker und Hochschullehrer sowie leitender Funktionär einer Produktionsanlage der IG Farben in Auschwitz-Monowitz
- Achim von Akerman (1909–1945), deutschbaltischer Schriftsteller und Philologe
- Alexander Friedrich Wilhelm von Württemberg (1804–1881), Herzog
- Gunnar Alksnis (1931–2011), Historiker und Theologe
- Alfred Alsleben (1891–1930), Leichtathlet, Olympiateilnehmer und Offizier
- Carl Alt (1873–nach 1935), deutscher Literaturhistoriker, Hochschullehrer
- Gints Andžāns (* 1986), Theater- und Filmschauspieler
- John Annus (1935–2013), lettisch-US-amerikanischer Maler und Fotograf
- Harry Anspach (1889–1943), deutscher Bühnenschriftsteller und Drehbuchautor
- Aleksandr Antonenko (* 1975), Opern- und Konzertsänger
- Alexander Petrowitsch Apsit (1880–1943), Künstler
- Mareks Ārents (* 1986), Stabhochspringer
- George Armitstead (1847–1912), Ingenieur, Unternehmer und Bürgermeister von Riga
- Arta Arnicane (* 1982), Pianistin
- Oleg Artemjew (* 1970), russischer Kosmonaut
- Sima Aškinezere (* 2006), Stabhochspringerin
- Vitālijs Astafjevs (* 1971), Fußballspieler

## B
- Konrad Christoph Babst (1790–1853), russischer Oberst und Schriftsteller
- Heinrich Banniza von Bazan (1904–1950), Genealoge
- Paul Baratoff (1873–1951), russisch-jüdischer Schauspieler
- Johannes Baumann (1925–2019), deutscher Kirchenmusikdirektor
- Johann Georg Berens von Rautenfeld (1741–1805), russischer Generalleutnant
- Johann Karl Ulrich Bähr (1801–1869), deutscher Maler
- Sergei Sergejewitsch Bakinski (1886–1939), sowjetischer Revolutionär und Politiker
- Jutta Balk (1902–1987), Malerin, Puppengestalterin und Mitbegründerin des städtischen Puppentheaters in Magdeburg
- Oskars Bambals (* 2001), Mittelstreckenläufer
- Edvīns Bārda (1900–1947), Fußballnationalspieler
- Mikhail Baryshnikov (* 1948), US-amerikanischer Ballett-Tänzer, Choreograf und Schauspieler
- Elya Baskin (* 1950), US-amerikanischer Schauspieler
- Jānis Frīdrihs Baumanis (1834–1891), Architekt
- Theodor Beise (1818–1878), Deutsch-Balte, Jurist und Autor
- Raivis Belohvoščiks (* 1976), Radrennfahrer
- Emīlija Benjamiņa (1881–1941), Journalistin und Herausgeberin
- Johann Christoph Berens (1729–1792), Ratsherr in Riga
- Reinhold Berens (1745–1823), deutsch-baltischer Mediziner
- Hermann Bergengruen (1872–1919), deutsch-baltischer Pastor und evangelischer Märtyrer
- Werner Bergengruen (1892–1964), deutscher Schriftsteller
- Aleksandrs Bergmanis (1925–2016), Jurist und Holocaustüberlebender
- Ernst von Bergmann (1836–1907), Chirurg und Professor der Medizin
- Friedrich Wilhelm Bergner (1837–1907), Gesangslehrer und Domorganist
- Arend Berkholz (1808–1888), Bürgermeister von Riga
- Christian August Berkholz (1805–1889), Geistlicher und Pädagoge
- Isaiah Berlin (1909–1997), politischer Philosoph und Ideengeschichtler
- Herbert Bernsdorff (1892–1968), lettisch-deutscher Arzt
- Lipman Bers (1914–1993), US-amerikanischer Mathematiker
- Herberts Bērtulsons (1903–1942), Skirennläufer und Fußballspieler
- Zane Bērziņa (* 1971), Designerin
- Alfons Bērziņš (1916–1987), Eisschnellläufer
- Viesturs Bērziņš (* 1974), Radsportler
- Katharina Bickerich-Stoll (1915–2015), deutsche Mykologin und Autorin
- Ieva Bidermane (* 1984), Physikerin und Fußballnationalspielerin
- Andris Biedriņš (* 1986), Basketballspieler
- Friedrich Gustav Bienemann (1838–1903), deutschbaltischer Historiker und Publizist
- Valdis Birkavs (* 1942), Politiker
- Gunnar Birkerts, lettisch Gunārs Birkerts (1925–2017), US-amerikanischer Architekt
- Ilmārs Bišers (1930–2011), Jurist und Politiker
- Ottilie von Bistram (1859–1931), deutsche Frauenrechtlerin
- Peter Heinrich von Blanckenhagen (1909–1990), Klassischer Archäologe
- Kristīne Blaževiča (* 2001), Leichtathletin
- Imants Bleidelis (* 1975), Fußballspieler
- Teodors Bļugers (* 1994), Eishockeyspieler; auch bekannt als Teddy Blueger
- Wilhelm Bockslaff (1858–1945), Architekt
- Felix Boehm (1881–1958), Nervenarzt und Psychoanalytiker
- Heinrich Julius Böthführ (1811–1888), Bürgermeister
- Friedrich von Boetticher (1826–1902), deutscher Kunsthistoriker
- Walter von Boetticher (1853–1945), deutscher Historiker und Genealoge
- Eva Margarethe Borchert-Schweinfurth (1878–1964), deutsche Malerin und Grafikerin
- Karl Heinz Borck (1923–2009), deutscher Germanist und Hochschullehrer
- Vaclavs Borduško (1914–1999), Fußballspieler polnischer Herkunft
- Ernst Gotthilf Bosse (1785–1862), deutschbaltischer Historien- und Porträtmaler
- Varvara Brailko (* 2002), Beachvolleyballspielerin
- Hans Brandenburg (1895–1990), lutherischer Theologe und Autor
- Leopold Janno Braude (1873–1945), Erfinder des sog. Brodie-Helm
- Baiba Braže (* 1966), Politikerin und Diplomatin
- Līva Bredika (* 1986), Volleyball- und Beachvolleyballspielerin
- Karl Hermann von Brevern (1704–1744), russischer Diplomat
- Anete Brice (* 1991), Biathletin und Skilangläuferin
- Mairis Briedis (* 1985), Boxer
- Anne Broecker (1893–1983), Fürsorgerin, Schulleiterin
- Friedrich von Bruemmer (Fred Bruemmer) (1929–2013), Tierfotograf und Schriftsteller
- Dmitri Bruns (1929–2020), Architekt und Architektur-Theoretiker
- Friedrich Brutzer (1879–1958), deutscher Marineoffizier, zuletzt Vizeadmiral der Reichsmarine
- Aleksandrs Bubnovičs (1888–1962), Fußballspieler
- Friedrich Buchardt (1909–1982), deutsch-baltischer SS-Führer
- Gustav Daniel Budkowski (1813–1884), Maler
- Otto Büttner (1868–1955), deutscher Mediziner und Hochschullehrer
- Friedrich Alexander Buhse (1821–1898), Botaniker
- Ļevs Bukovskis (1910–1984), Bildhauer
- Nauris Bulvītis (* 1987), Fußballspieler
- Otto von Buengner (1858–1905), deutscher Chirurg
- Kurt Busch (1879–1954), Opern- und Operettensänger, Schauspieler
- Nicolaus Busch (1864–1933), deutsch-baltischer Historiker

## C
- Agnis Čavars (* 1986), Basketballspieler
- Vija Celmins (* 1938), Malerin
- Ludmilla Chiriaeff (1924–1996), lettisch-kanadische Balletttänzerin und Choreografin
- Ingrīda Circene (* 1956), Ärztin und Politikerin
- Gustav Cleemann (1858–1919), deutsch-baltischer Pastor und evangelischer Bekenner
- Georg Johannes Conradi (1679–1747), deutscher lutherischer Theologe
- Selma des Coudres (1883–1956), deutsche Malerin
- Kārlis Čukste (* 1997), Eishockeyspieler

## D
- Mihails Damskis (1913–unbekannt), Fußballspieler
- George Dancis (1932–2021), australischer Basketballspieler
- Miķelis Dancis (1938–2021), australischer Basketballspieler
- Kaspars Daugaviņš (* 1988), Eishockeyspieler
- Jacob Davis (1834–1908), Schneider, Miterfinder der Jeans
- Helēna Demakova (* 1959), Kunstwissenschaftlerin und Politikerin
- Vadim Demidov (* 1986), norwegischer Fußballspieler
- Henriete Dermane (1882–1954), russisch-sowjetische Revolutionärin und Bibliothekswissenschaftlerin
- Olga Dinnikova (* 1985), Schweizer Schauspielerin, Regisseurin und Drehbuchautorin
- Boris Djacenko (1917–1975), Schriftsteller
- Walerija Dmitrijewa (* 1992), russische Schauspielerin
- Erhard Doebler (1882–1919), deutsch-baltischer Pastor und evangelischer Märtyrer
- Valdis Dombrovskis (* 1971), Politiker
- Vjačeslavs Dombrovskis (* 1977), Politiker
- Pāvels Doroševs (* 1980), Fußballtorhüter
- Alexander Dorn (1833–1901), deutscher Komponist, Dirigent und Musikpädagoge
- Mordechai Dubin (1889–1956), Politiker
- Kaspars Dubra (* 1990), Fußballspieler
- Martins Dukurs (* 1984), Skeletonfahrer
- Mārtiņš Dzierkals (* 1997), Eishockeyspieler
- Raivis Dzintars (* 1982), Politiker
- Vija Dzintare (* 1941), Bildhauerin

## E
- Nicolaus Eck (1541–1623), Bürgermeister und Burggraf von Riga
- August Eckhardt (1868–1919), deutsch-baltischer Pastor und evangelischer Märtyrer
- Gerry Eckhardt (1902–1984), schwedischer Künstler
- Theo Eggink (1901–1965), Bildhauer und Kasperschnitzer der Hohnsteiner Puppenspiele
- Paul Nikolai Ehlers (1920–2007), Mediziner und Hochschullehrer
- Patrīcija Eiduka (* 2000), Skilangläuferin
- Sergei Eisenstein (1898–1948), sowjetischer Filmregisseur
- Sarmīte Ēlerte (* 1957), Journalistin und Politikerin, Ministerin für Kultur der Republik Lettland
- Georg von Engelhardt (1775–1862), deutschbaltisch-russischer Pädagoge und Staatsmann
- Robert von Erdberg (1866–1929), deutscher Pädagoge, der „Vater des Freien Volksbildungswesens“
- Heinz Erhardt (1909–1979), deutsch-baltischer Komiker, Musiker, Entertainer, Schauspieler, Dichter
- Michail Ossipowitsch Eisenstein (1867–1920), bedeutender Jugendstilarchitekt, Vater von Sergei Eisenstein

## F
- Theodor von Faber (1766–1847), deutschbaltischer Jurist und Schriftsteller
- Rudolf Faltin (1830–1918), evangelischer Pastor und Missionar
- Barbara Farkas-Erlacher (1936–2019), österreichische Psychotherapeutin und Proponentin des österreichischen Psychodramas
- Markus Finbergs (1908–2005), lettisch-israelischer Fußball- und Tischtennisspieler
- Ieva Florence (* 1992), Schauspielerin
- Harijs Fogels (1906–1989), lettisch-deutscher Fußballspieler
- Ralfs Freibergs (* 1991), Eishockeyspieler
- Romans Freibergs (1901–1931), Fußballspieler
- Inga Freidenfelds (1935–2022), australischer Basketballspieler
- Valentīna Freimane (1922–2018), Theater- und Filmwissenschaftlerin, Autorin
- Laila Freivalds (* 1942), schwedische Politikerin
- Daniel Fridman (* 1976), Schachgroßmeister

## G
- Jānis Gailītis (* 1985), Basketballtrainer und -spieler
- Patriks Gailums (* 1998), Speerwerfer
- Inessa Galante (* 1954), Sopranistin
- Arons Galanterniks (1921–1942), Fußballspieler
- Ivars Galenieks (1952–2024), Jazzmusiker (Kontrabass)
- Boris Gamanov (* 1986), deutscher Politiker (AfD)
- Elīna Garanča (* 1976), Mezzosopranistin
- Alexandre Garbell (1903–1970), Maler
- Artūrs Garonskis (* 1957), sowjetischer Ruderer
- Indriķis Gedgovds (1912–1943), Fußballspieler
- Alfred Geist (1863–1919), deutsch-baltischer Pastor und evangelischer Bekenner
- Aga Gentz (1912–2002), deutsche Malerin und Zeichnerin
- Manfred Gentz (* 1942), deutscher Jurist
- Meinhard von Gerkan (1935–2022), deutscher Architekt
- Aivars Gipslis (1937–2000), Schachgroßmeister
- Zemgus Girgensons (* 1994), Eishockeyspieler
- Carl Friedrich Glasenapp (1847–1915), russischer Staatsrat und Richard-Wagner-Biograph
- Bruno Goetz (1885–1954), Dichter, Schriftsteller und Übersetzer
- Georgs Golovkovs (* 1995), Eishockeyspieler
- Kaspars Gorkšs (* 1981), Fußballspieler
- Raimonds Graube (* 1957), General
- Johann Grasshoff (nach 1560–1618), Alchemist und Jurist
- Voldemārs Grāvelis (1906–1947), Fußballspieler
- Augusts Greble (1906–1944), Fußballspieler
- Anastassija Gromoglassowa (* 1984), russische Pianistin
- Jeannot Emil von Grotthuß (1865–1920), deutscher Publizist, Literaturkritiker und Dichter
- Erwin Gross (1870–1920), deutsch-baltischer Pastor und evangelischer Bekenner
- Grete Gross (* 1890), russisch-deutsche Gebrauchsgrafikerin
- Walter Robert Gross (1903–1974), deutscher Paläontologe (Sohn des Erwin Gross)
- Ilja Grubert (* 1954), Geiger
- Naum Grubert (* 1951), Pianist und Musikpädagoge
- Konrad Guenther (1874–1955 in Ehrenstetten), Naturforscher
- Laura Gulbe (* 1995), Tennisspielerin
- Ernests Gulbis (* 1988), Tennisspieler
- Lija Gurwitsch (1914–2010), sowjetische bzw. russische Elektrochemikerin und Werkstoffwissenschaftlerin
- Sorahs Gutkins (1906–1941), Fußballspieler
- Lev Gutman (* 1945), Schachgroßmeister

## H
- Anna Hahn (* 1976), lettisch-US-amerikanische Schachspielerin
- Carl Hugo Hahn (1818–1895), lutherischer Theologe und Missionar in Deutsch-Südwestafrika
- Max von Haken (1863–1917), Kapellmeister und Musiklehrer
- Eliezer Halfin (1948–1972), israelischer Ringer
- Simona Halperin (* 1969), israelische Diplomatin, Botschafterin Israels
- Philippe Halsman (1906–1979), Fotograf und berühmt für seine Porträts
- Paul Harff (* 1938), deutsch-baltischer Volkswirt
- Juris Hartmanis (1928–2022), Informatiker und Turingpreisträger
- Nicolai Hartmann (1882–1950), deutscher Philosoph
- Julie Hausmann (1826–1901), deutsch-baltische Dichterin
- Johann Eduard Hay (1815–1841), deutsch-baltischer Maler
- Jürgen von Hehn (1912–1983), Historiker
- Paul Heinecken (1674–1746), deutscher Maler, Zeichner und Architekt
- Manfred Hellmann (1912–1992), deutscher Historiker
- Alvis Hermanis (* 1965), Theaterschauspieler und -regisseur
- David Hilchen († 1610), Stadtsyndikus in Riga
- Harro von Hirschheydt (1925–2017), deutsch-baltischer Verleger und Buchhändler
- Georg Hodakowsky (* 1917), Schachmeister
- Korfiz Holm (1872–1942), deutscher Schriftsteller
- Mia Holm (1845–1912), deutsche Schriftstellerin
- Erich von Holst (1908–1962), deutscher Biologe und Verhaltensforscher
- Niels von Holst (1907–1993), deutscher Kunsthistoriker
- Erik Hornung (1933–2022), deutscher Ägyptologe
- Raivis Hščanovičs (* 1987), Fußballspieler
- Rudi Hübner (* 1986), deutscher Fußballspieler
- Monika Hunnius (1858–1934), deutsch-baltische Schriftstellerin

## I
- Armands Ikalis (* 1988), Theater- und Filmschauspieler
- Janis Ikaunieks (1912–1969), Astronom
- Nora Ikstena (* 1969), Schriftstellerin und Kulturmanagerin
- Kaspars Ikstens (* 1988), Fußballspieler
- Artūrs Irbe (* 1967), Torhüter der lettischen Eishockey-Nationalmannschaft
- Raitis Ivanāns (* 1979), Eishockeyspieler

## J
- Elisabeth Jacobi (1882–1977), Bibliothekarin
- Maxim Jacobsen (1887–1973), Violinist und Violinlehrer
- Hermann Jadlowker (1877–1953), weltberühmter Tenor
- Vitālijs Jagodinskis (* 1992), Fußballspieler
- Ģirts Jakovļevs (* 1940), Schauspieler und Synchronsprecher
- Karīna Jansena (* 2006), Hammerwerferin
- Victor Janson (1884–1960), Schauspieler und Regisseur
- Mariss Jansons (1943–2019), Dirigent
- Anete Jēkabsone-Žogota (* 1983), Basketballspielerin
- Ņikita Jevpalovs (* 1994), Eishockeyspieler
- Hans Christian Johansen (1897–1973), dänischer Ornithologe
- Andis Juška (* 1985), Tennisspieler

## K
- Nikolajs Bernhards Kabuls (1912–1944), Fußballspieler deutsch-baltischer Herkunft
- Leiba Kacs (1912–1989), Fußballtorhüter
- Villijs Kacs (1912–1941), Fußballspieler
- Simons Kagans (1907–1961), Fußballspieler
- Karl Kahl (1873–1938), Maler der Düsseldorfer Schule, Opfer des Großen Terrors in der Sowjetunion
- Hans Kahlert (1934–2021), deutscher Schauspieler
- Astrīda Kairiša (1941–2021), Schauspielerin
- Viesturs Kairišs (* 1971), Opern-, Film- und Theaterregisseur
- Reinholds Kalējs (1909–unbekannt), Fußballspieler
- Romualds Kalsons (1936–2024), Komponist und Dirigent
- Alfrēds Kampe (1912–1956), Eishockey-, Basketball- und Fußballspieler
- Gil Kane (1926–2000), US-amerikanischer Comiczeichner
- Biruta Pawlowna Kanzane (1939–2022), sowjetisch-russische Architektin
- Louise Kellberg (1826–1917), deutsche Opernsängerin
- Ida Kerkovius (1879–1970), deutsche Malerin und Bildteppichweberin
- Johannes Kirchring (der Ältere) (bl. 1592–1633), deutscher Schreib- und Rechenmeister
- Inārs Kivlenieks (* 1986), Rennrodler
- Helge Klassohn (* 1944), deutscher Theologe und Kirchenpräsident der Evangelischen Landeskirche Anhalts
- Edgar Klaus (1879–1945/46), Immobilienkaufmann, Diplomat und Agent
- Artūrs Kļimovičs (* 1991), Fußballspieler
- August von Knieriem (1887–1978), Jurist im Vorstand der I.G. Farben und Angeklagter während der Nürnberger Prozesse, Wehrwirtschaftsführer
- Alexander Koblenz (1916–1993), Schachmeister
- Aleksandrs Koļinko (* 1975), Fußballtorwart
- Nikolai Konrad (1891–1970), deutsch-russischer Orientalist
- Ilsa Konrads (* 1944), australische Schwimmerin
- John Konrads (1942–2021), australischer Schwimmer
- Noa Kons (1908–unbekannt), Fußballspieler
- Rihards Kozlovskis (* 1969), Politiker
- Hanns von Krannhals (1911–1970), deutscher Historiker, Übersetzer und Grafiker
- Teodors Kratovskis (1914–1936), Fußballspieler
- Friedrich Krause-Osten (1884–1966), deutscher Maler
- Friedrich Ludwig Krauss (1900–1977), deutscher Bauforscher und Hochschullehrer
- Valters Kreišs (* 2003), Stabhochspringer
- Gidon Kremer (* 1947), Violinist
- Evita Krievāne (* 1987), Shorttrackerin
- Matthias Kroeger (1935–2021), deutscher evangelischer Theologe und Kirchenhistoriker
- Arturs Kruminsch (* 1988), deutsch-lettischer Eishockeyspieler
- Maris Kruminsch (* 1987), deutsch-lettischer Eishockeyspieler
- Artūrs Kučs (* 1975), Richter am Europäischen Gerichtshof für Menschenrechte
- Kristers Kudlis (* 2006), Mittel- und Langstreckenläufer
- Elita Kuzma (* 1964), Diplomatin
- Manfred Kyber (1880–1933), Autor von Tiergeschichten

## L
- Asja Lācis (1891–1979), Schauspielerin, Regisseurin und Theaterleiterin
- Lija Laizāne (* 1993), Radrennfahrerin
- Walter Lange (1904–1980), Jurist, Jäger und Studentenhistoriker
- Wilfried Lange (1910–1993), deutscher Schachmeister und Schachorganisator
- Ralph Lansky (1931–2025), deutschbaltischer Jurist, Bibliothekar und Rechtsbibliograf
- Vilis Lapenieks (1931–1987), lettisch-US-amerikanischer Kameramann
- Andrzej Łapicki (1924–2012), polnischer Schauspieler und Theaterregisseur
- Ingrīda Latimira (1958–2024), Politikerin
- Johann Ludwig Alexander von Laudon (1762–1822), österreichischer Feldmarschallleutnant
- Wolfgang Laur (1921–2009), deutscher Philologe
- Alfrēds Lazdiņš (1900–1961), Fußballspieler und -schiedsrichter
- Edward Leedskalnin (1887–1951), Bildhauer und Ingenieur
- Jeschajahu Leibowitz (1903–1994), israelischer Religionsphilosoph und Biochemiker
- Alberts Leikarts (1909–1942), Fußballspieler
- Linda Leine (* 1988), Pianistin
- Wilhelm von Lenz (1808–1883), Musikschriftsteller und Mitglied des kaiserlich russischen Staatsrates
- Wilhelm Lenz (1939–2020), deutscher Historiker und Archivar
- Sascha Leontjew (1897–1942), russischer Tänzer
- Arons Levins (1909–1941), Fußballspieler
- Egils Levits (* 1955), Rechtswissenschaftler, Richter am Europäischen Gerichtshof, Präsident der Republik Lettland
- Ilze Liepiņlauska (* 1991), Volleyball- und Beachvolleyballspielerin
- Tatjana Lietz (Lihzis) (1916–2001), lettisch-deutsche Malerin und Lehrerin
- Fairy von Lilienfeld (1917–2009), deutsche Theologie-Professorin
- Jūlijs Lindenbergs (1904–unbekannt), Fußball-, Eishockey- und Bandyspieler deutsch-baltischer Herkunft
- Velta Līne (1923–2012), Schauspielerin
- Elmar Lipping (1906–1994), estnischer Offizier und Exilpolitiker
- Justus Christian Loder (1753–1832), deutsch-baltischer Mediziner
- Lucie Lundberg (1908–1983), schwedische Kinderbuchillustratorin
- Mihails Lurjē (1908–unbekannt), Fußballspieler und -funktionär
- Voldemārs Lūsis (* 1974), lettischer Leichtathlet
- Wolfgang Lüth (1913–1945), deutscher U-Boot-Kommandant im Zweiten Weltkrieg
- Cynthia Lynn (1936–2014), US-amerikanische Schauspielerin

## M
- Haims Magarils (1922–1942), Fußballspieler
- Sent M’Ahesa (1883–1970), deutsch-baltische Tänzerin
- Egons Maisaks (1948–1994), Schauspieler
- Mischa Maisky (* 1948), Cellist
- Sven-Peter Mannsfeld (* 1935), deutsch-US-amerikanischer Industriechemiker
- Lya Mara (1893–1969), Stummfilmschauspielerin
- Gotthard Wilhelm Marcks von Würtemberg (1688–1778), schwedischer Feldmarschall
- Laura Marholm, eigentlich Laura Mohr (1854–1928), deutsch-baltische Autorin
- Esther Master (1922–2022), kanadische Pianistin und Musikpädagogin
- Hermanis Matisons (1894–1932), Schachspieler
- Jānis Mediņš (1890–1966), Komponist
- Jēkabs Mediņš (1885–1971), Komponist
- Dace Melbārde (* 1971), Politikerin
- Oļegs Meļehs (* 1982), Radrennfahrer
- Gerhard von Mende (1904–1963), Turkologe und Russlandforscher
- Yosef Mendelevitch (* 1947), Rabbiner
- Alexander von Mengden (1819–1903), russischer Diplomat und Staatsrat
- Gerhard Mensching (1932–1992), deutscher Schriftsteller, Puppenspieler und Germanist
- Elvis Merzļikins (* 1994), Eishockeytorwart
- Šaloms Metrikins (1920–1996), Fußball- und Basketballspieler
- Kurt von Miaskowski (1869–1934), deutscher Jurist in der Funktion eines Landgerichtspräsidenten
- Nauris Miezis (* 1991), Basketballspieler
- Valts Miltovičs (* 1979), Sportfunktionär und -manager
- Andreas von Mirbach (1931–1975), deutscher Offizier und Diplomat
- Kai Molvig (1911–1996), norwegischer Tänzer, Pianist und Übersetzer
- Ivan Monighetti (* 1948), Cellist und Dirigent
- Wera Muchina (1889–1953), russische Bildhauerin
- Anita Muižniece (* 1987), Pädagogin und Politikerin
- Vilhelms Munters (1898–1967), Staatsmann und Diplomat
- Ernst Munzinger (1887–1945), deutscher Wehrmachtsoffizier und Widerstandskämpfer
- Agata Muzenijeze (* 1989), Schauspielerin, Fernsehmoderatorin und Model

## N
- George Nagobads (1921–2023), lettisch-amerikanischer Arzt, bekannt aus dem Eishockeysport
- Anete Namiķe (* 2002), Beachvolleyballspielerin
- Karl Eduard von Napiersky (1793–1864), livländischer Literaturhistoriker
- Arkadij Naiditsch (* 1985), deutscher Schachspieler
- Sergejs Naumovs (* April 1969), lettischer Eishockeytorwart und -trainer
- Andris Nelsons (* 1978), Dirigent
- Reinhard Neubert (1896–1945), deutscher Jurist und Politiker
- Walter Neumann (1926–2022), deutscher Schriftsteller
- Viktorija Ni (* 1991), Schachspielerin
- Aaron Nimzowitsch (1886–1935), Schachspieler und -theoretiker
- Erich Matthias von Nolcken (1694–1755), schwedischer Regierungsrat und Gesandter
- Edith Nothdorf (1934–2009), deutsche Musikpädagogin und Komponistin
- Carl Johann von Numers (1757–1822), Landmarschall von Livland

## O
- Irina Odojewzewa (1895–1990), Dichterin
- Andreas Oksche (1926–2017), deutscher Anatom und Neuroendokrinologe
- Anna Orlova (* 1972), Rennrodlerin
- Jerzy Osiatyński (1941–2022), Wirtschaftswissenschaftler und Politiker
- Dagnija Osite-Krüger (* 1946), lettisch-deutsche Filmregisseurin
- Jeļena Ostapenko (* 1997), Tennisspielerin
- Leonid Ostrowski (1936–2001), sowjetischer Fußballspieler
- Eugen Ostwald (1851–1932), deutschbaltischer Forstwissenschaftler
- Walter Ostwald (1886–1958), deutschbaltischer Chemiker und Wissenschaftsjournalist
- Wilhelm Ostwald (1853–1932), deutschbaltischer Chemiker und Nobelpreisträger
- Wolfgang Ostwald (1883–1943), deutscher Biologe, Physikochemiker und Begründer der Kolloidchemie
- Michael Otte (* 1938), deutscher Mathematiker und Hochschullehrer
- Marta Ozoliņa (* 1994), Volleyball- und Beachvolleyballspielerin
- Sinta Ozoliņa (* 1988), Speerwerferin
- Augusts Ozols (1908–1980), Fußball- und Eishockeyspieler
- Karlis Ozols (1912–2001), lettisch-australischer Schachspieler

## P
- Johan Palmstruch (1611–1671), schwedischer Bankier
- Arist Pander (1890–1941), deutsch-baltisch/dänischer Kunsthistoriker und Bibliothekar
- Christian Heinrich von Pander (1794–1865), deutschbaltischer Embryologe, Zoologe und Paläontologe
- Raimonds Pauls (* 1936), Komponist
- Andrejs Pavlovs (* 1979), lettischer Fußballtorhüter
- Arkādijs Pavlovs (1903–1960), Fußballspieler russischer Herkunft
- Deniss Pavlovs (* 1983), Tennisspieler
- Vitālijs Pavlovs (* 1989), Eishockeyspieler
- Wilhelm Peßler (1880–1962), deutscher Volkskundler und Kulturhistoriker
- Kristian Jaak Peterson (1801–1822), estnischer Dichter
- Staņislavs Petkēvičs (1908–1960), lettisch-polnischer Mittel- und Langstreckenläufer
- Jānis Petraškevičs (* 1978), Komponist
- Melita Petri (1891–1968), deutsch-baltische Schauspielerin
- Vladimirs Petrovs (1908–1943), lettischer Schachspieler und Opfer des Stalinismus
- Hans von Pezold (1870–1935), Sanitätsoffizier, Venerologe in Karlsruhe
- Udo Pfriemer (1909–1997), deutscher Unternehmer, Verleger, Autor und Historiker
- Rihards Pīks (* 1941), lettischer Politiker
- Alfrēds Plade (1905–1944), Fußballspieler deutschbaltischer Herkunft
- Teodors Plade (1896–1949), Fußballspieler deutschbaltischer Herkunft
- Voldemārs Plade (1900–1961), Fußballspieler
- Michail Nikolajewitsch Platow (1883–1938), lettischer Schachkomponist russischer Herkunft, Opfer des Großen Terrors
- Wassili Nikolajewitsch Platow (1881–1952), lettischer Schachkomponist russischer Herkunft
- Wolfgang Plath (1930–1995), deutscher Musikwissenschaftler
- Juris Podnieks (1950–1992), lettischer Filmregisseur und Filmproduzent
- Andris Poga (* 1980), Dirigent
- Walter Pogge van Ranken (1913–1982), deutscher Schriftsteller
- Genoks Popjanskis (1920–1958), Fußballspieler
- Alexis Posse (1898–1938), deutscher Theaterschauspieler, Regisseur und nationalsozialistischer Kulturpolitiker
- Rosa von Praunheim (* 1942), deutscher Filmregisseur, Mitbegründer der politischen Schwulenbewegung in Deutschland
- Bernhard Press (1917–2001), deutschbaltischer Pathologe
- Friedrich Karl von Prittwitz (1798–1849), kaiserlich russischer Generalmajor
- Jeļena Prokopčuka (* 1976), Langstreckenläuferin
- Juris Pūce (* 1980), Politiker
- Ivars Punnenovs (* 1994), Eishockeytorwart
- Māris Purgailis (1947–2022), Bürgermeister von Riga

## R
- Oscar Rabin (1899–1958), britischer Jazz- und Unterhaltungsmusiker
- Eva von Radecki (1884–1920), deutschbaltische Schriftstellerin
- Sigismund von Radecki (1891–1970), Schriftsteller und literarischer Übersetzer
- Arkadi Raikin (1911–1987), russischer Pantomime, Schauspieler, Regisseur, Satiriker, Komödiant und Theaterleiter
- Ēriks Raisters (1913–1942), Fußballspieler
- Jessy Rameik (1934–2018), deutsche Schauspielerin und Sängerin
- Harriet Ellen Siderovna von Rathlef-Keilmann (1887–1933), Bildhauerin
- Marina Rebeka (* 1980), lettische Sopranistin
- Clara Redlich  (1908–1992), deutsche Prähistorikerin
- Samuil Aronowitsch Reinberg (1897–1966), russischer Röntgenologe und Hochschullehrer
- Inga Reine (* 1975), Richterin am Gericht der Europäischen Union
- Victor Reinshagen (1908–1992), Schweizer Dirigent und Komponist
- Jānis Reirs (* 1961), lettischer Politiker
- Ernst Reißner (1824–1878), Mediziner und Anatom
- Nils Remess (* 1990), emiratisch-estnischer Eishockeyspieler
- Alexander von Rennenkampff (1787–1869), livländischer Landrat
- Johann von Reutern (1666–1714), Ratsherr in Riga
- Carl von Reyher (1846–1890), deutsch-baltisch-russischer Chirurg
- Hans von Reyher (1859–1932), deutscher Mediziner, königlich-sächsischer Geheimer Medizinalrat
- Ingrid von Reyher (1908–2004), Chemikerin
- Alberts Riekstiņš (1907–2004), lettischer Skilangläufer
- Māris Riekstiņš (* 1963), lettischer Diplomat und Politiker
- Hans von Rimscha (1899–1987), Historiker
- Percy Rings (1901–1994), Maler, Grafiker und Bildhauer deutsch-baltischer Herkunft
- Artūrs Rinkevičs (* 2001), Beachvolleyballspieler
- Lenore Ripke-Kühn (1878–1955), Philosophin, Pianistin und Schriftstellerin
- Eliyahu Rips (1948–2024), israelischer Mathematiker
- Richard Rössler (1880–1962), Pianist, Organist, Komponist und Musikpädagoge
- Roman Roessler (1931–2021), evangelischer Theologe
- Roberts Rode (* 1987), lettischer Skirennläufer
- Johann Joachim Rolssen (1751–1841), Bürgermeister der Stadt Riga und Präses des Stadtkonsistoriums
- Laura Rogule (* 1988), Schachspielerin
- Andrej Rosenberg (1739–1813), General der Infanterie und Gouverneur
- Leo Rosenthal (1884–1969), Fotograf
- Voldemārs Roze (1897–1939), Revolutionär, Opfer der Lettischen Operation des NKWD
- Gertraud Rostosky (1876–1959), Malerin
- Kārlis Rozentāls (1905–1977 oder 1978), Fußballspieler deutsch-baltischer Herkunft
- Hedwig Ruetz (1879–1966), Malerin
- Wsewolod Rudnew (1855–1913), russischer Marineoffizier
- Cornelis Ruhtenberg (1923–2008), deutsch-amerikanische Malerin
- Dace Rukšāne (* 1969), lettische  Journalistin und Autorin

## S
- Annija Sabule (* 1997), Biathletin
- Kārlis Šadurskis (* 1959), Mathematiker und Politiker
- Käthe Saile (1899–1955), deutsche Schriftstellerin
- Hermann Samson (1579–1643), Superintendent von Livland
- Jevgēņijs Saproņenko (* 1978), Kunstturner
- Aleksejs Saramotins (* 1982), Radrennfahrer
- Kaspars Saulietis (* 1987), Eishockeyspieler
- Aminata Savadogo (* 1993), Sängerin
- Max Erwin von Scheubner-Richter (1884–1923), Diplomat
- Eugen Scheuermann (1856–1919), Pastor und Märtyrer
- Arno Schickedanz (1892–1945), Diplomat
- Heinrich Schilinzky (1923–2009), deutsch-baltischer Maler und Bildhauer
- Jürgen von Schilling (1909–2008), Sanitätsoffizier und Arzt
- Friederike Schirmer (1785–1833), deutsche Theaterschauspielerin
- Alexei Schirow (* 1972), Schachgroßmeister
- Carl Christian Gerhard Schirren (1826–1910), Historiker, Chefredakteur des „Dorpater Tageblatts“
- Karl Schlau (1851–1919), Propst und evangelischer Märtyrer
- Harald Schlegelmilch (* 1987), Automobilrennfahrer
- Hans Joachim Schmidt (1907–1981), Zahnarzt, Standesfunktionär
- Alexander Maria Schnabel (1889–1969), deutsch-baltischer Komponist
- Iossif Schomaker (1859–1931), russischer Segler und Olympiamedaillengewinner
- Thomas Schöning († 1539), Erzbischof von Riga
- Johann Christoph Schwartz (1722–1804), Rechtshistoriker und Diplomatiker, Bürgermeister von Riga
- Wolfgang Schwartz (* um 1871–1914), Offizier und Resident in Adamaua
- Joseph Schwarz (1880–1926), Opernsänger
- Georg Schweinfurth (1836–1925), Afrikaforscher
- Philipp Schweinfurth (1887–1954), Kunsthistoriker
- Gertrud Schwend-Uexküll (1867–1901), Pädagogin und Frauenrechtlerin
- Marie Seebach (1829–1897), Schauspielerin
- Otto Seeck (1850–1921), Althistoriker
- Walter Seeler (1929–1996), Journalist und Hamburger Kommunalbeamter
- Wilhelm von Seeler (1861–1925), deutschbaltischer Jurist
- Darja Semeņistaja (* 2002), Tennisspielerin
- Konstantin Semilakovs (* 1984), lettisch-deutscher Pianist
- Alexander von Sengbusch (1796–1883), deutschbaltischer evangelischer Geistlicher
- Alexander Gottschalk von Sengbusch (1738–1800), Kaufmann und Bürgermeister von Riga
- Carl Gustav von Sengbusch (1843–1924), Fabrikant, Kunstsammler und Mäzen
- Reinhold von Sengbusch (1898–1985), deutscher Botaniker und Pflanzenzüchter
- Hans-Jürgen Seraphim (1899–1962), Wirtschaftshistoriker
- Peter-Heinz Seraphim (1902–1979), Volkswirt
- Hans Erich Seuberlich (1920–1984), Kinderbuchautor
- Hans Seyboth (1864–1938), deutschbaltischer Schachkomponist und Publizist
- Alexander Shabalov (* 1967), lettisch-US-amerikanischer Schachgroßmeister
- Elena Shaftan (* 1971), Fondsmanagerin
- Judith N. Shklar (1928–1992), Philosophin
- Ksenija Sidorova (* 1988), Akkordeonistin
- Evika Siliņa (* 1975), Politikerin
- Liene Šimkuse (* 1992), Volleyball- und Beachvolleyballspielerin
- Zigismunds Sirmais (* 1992), Speerwerfer
- Kārlis Skrastiņš (1974–2011), Eishockeyspieler
- Baiba Skride (* 1981), Violinistin
- Lauma Skride (* 1982), Pianistin
- Knuts Skujenieks (1936–2022), Dichter und Übersetzer
- Marģers Skujenieks (1886–1941), Ministerpräsident, Opfer des Stalinismus
- Ainārs Šlesers (* 1970), Unternehmer und Politiker
- Edvards Smiltēns (* 1984), Politiker
- Igors Sokolovs (* 1974), Hammerwerfer
- Ksenia Solo (* 1987), kanadische Schauspielerin
- Anatoli Solowjow (* 1948), russischer Kosmonaut
- Lana Sorokina (* 1984), Volleyball- und Beachvolleyballspielerin
- Gustav Specht (1885–1956), deutsch-baltischer Schriftsteller, Dichter und Übersetzer
- Edmunds Sprūdžs (* 1980), Politiker
- Constantin Starck (1866–1939), Bildhauer und Medailleur
- Nava Starr (* 1949), kanadische Schachspielerin
- Arnolds Štauvers (1908–1984), Fußballspieler und -trainer sowie Tischtennisspieler
- Gerhard Stavenhagen (1898–1971), deutscher Wirtschaftswissenschaftler, Hochschullehrer und Wirtschaftshistoriker
- Helmuth Stegman (1892–1983), Politiker und Jurist
- Bernhard Stern-Szana (1867–1927), deutschbaltisch-österreichischer Schriftsteller
- Gustav Stever (1823–1877), deutscher Kirchen-, Historien- und Porträtmaler
- Ludwig Stieda (1837–1918), deutscher Arzt, Anatom und Anthropologe
- Wilhelm Stieda (1852–1933), deutscher Nationalökonom, Wirtschaftshistoriker und Sozialreformer
- Henry Stolow (1901–1971), Briefmarkengroßhändler
- Heinrich Friedrich von Storch (1766–1835), deutsch-russischer Nationalökonom
- Siegfried Stössinger (1899–1977), deutscher Landtagsabgeordneter der CDU in Baden-Württemberg
- Deniss Stradiņš (* 2001), Fußballspieler
- Jānis Stradiņš (1933–2019), Chemiker, Wissenschaftshistoriker und Präsident der Lettischen Akademie der Wissenschaften
- Viktor von Struve (1892–1964), Filmproduzent
- Viktors Stulpins (* 1971), Bischof von Liepāja
- Voldemārs Štūls (1912–1960), Fußball- und Bandyspieler
- Martin Ernst von Styx (1759–1829), deutschbaltischer Mediziner, Rektor der Universität Dorpat
- Diana Sujew (* 1990), deutsche Leichtathletin
- Salman Susajew (1911–1981), israelischer Politiker, Knessetabgeordneter und Unternehmer
- Pāvels Švecovs (* 1994), Moderner Fünfkämpfer
- Dāvids Švērs (1911–1942), Fußballspieler
- Julius von Szymanowski (1829–1868), Chirurg

## T
- Michail Tal (1936–1992), Schachweltmeister
- Solomons Tankels (1912–1999), Fußballspieler und Chemieingenieur
- Igors Tarasovs (* 1988), Fußballspieler
- Edgar Tatarin-Tarnheyden (1882–1966), deutscher Rechtswissenschaftler
- Jane Tatarin-Tarnheyden (1886–1973), deutsche Schriftstellerin
- Robert Taube (1880–1964), deutscher Theater- und Filmschauspieler
- Wilhelm Taurit (1870–1906), deutschbaltischer evangelisch-lutherischer Geistlicher, Märtyrer
- Andris Teikmanis (* 1959), Diplomat
- Endija Tērauda (* 1997), Skeletonfahrerin
- George Thoms (1843–1902), deutschbaltischer Agrikulturchemiker
- Wiktor Tichonow (* 1988), russischer Eishockeyspieler
- Herbert Tiemer (1879–1938), Architekt
- Georg von Tiesenhausen (1914–2018), deutschamerikanischer Raumfahrtingenieur
- Hans Diedrich von Tiesenhausen (1913–2000), deutscher Marineoffizier und U-Boot-Kommandant
- Aleksandra Tihovska (* 1985), Volleyball- und Beachvolleyballspielerin
- Magdalene von Tiling (1877–1974), Religionspädagogin, Politikerin (Abgeordnete der DNVP)
- August Tilling (1797–1861), kurländischer Jurist
- Georg Wilhelm Timm (1820–1895), deutschbaltischer Maler, Grafiker, Kupferstecher, Zeichner und Keramiker
- Gottschalk Timmermann († 1570), Kaufmann, Lübecker Ratsherr und Diplomat der Hansestadt Lübeck
- Gotthard von Timroth (1868–1941), deutschbaltischer Offizier
- Maija Tīruma-Eichhorn (* 1983), Rennrodlerin und Trainerin
- Juris Tone (* 1961), Bobfahrer und Leichtathlet
- Nicolaus von Tornauw (1811–1882), deutsch-baltischer Jurist, Verfasser einer der ersten Darstellungen des islamischen Rechts in deutscher Sprache
- Selfira Tregulowa (* 1955), sowjetisch-russische Kunstwissenschaftlerin
- Edmund von Trompowsky (1851–1919), Architekt, Bauingenieur

## U
- Tautmīlis Ūdris (1907–1964), Fußball- und Bandyspieler
- Roberts Uldriķis (* 1998), Fußballspieler
- Guntis Ulmanis (* 1939), Politiker, Staatspräsident von 1993 bis 1999
- Karl Christian Ulmann (1793–1871), Theologe, Rektor der Kaiserlichen Universität zu Dorpat
- Wassili Ulrich (1889–1951), Generaloberst und Vorsitzender des Militärkollegiums des Obersten Gerichts der UdSSR
- Emilia Unda (1879–1939), deutschbaltische Schauspielerin
- Roderich von Ungern-Sternberg (1885–1965), deutscher Bevölkerungswissenschaftler und Schriftsteller
- Alexander Unterberger (1827–1875), Veterinärmediziner, russischer Staatsrat
- Juris Upatnieks (* 1936), lettisch-US-amerikanischer Physiker und Erfinder, Pionier der Holografie
- Māris Urtāns (* 1981), Kugelstoßer
- Anita Ušacka (* 1952), Richterin
- Nils Ušakovs (* 1976), amtierender Bürgermeister Rigas

## V
- Telesforas Valius (1914–1977), Grafiker
- Aleksandrs Vanags (1919–1986), Fußball- und Basketballspieler
- Lūkass Vapne (* 2003), Fußballspieler
- Māris Vartiks (* 1987), Billardspieler
- Vadims Vasiļevskis (* 1982), Speerwerfer
- Haralds Vasiļjevs (1952–2024), Eishockeyspieler und -trainer
- Otto Moritz von Vegesack (1807–1874), russischer Diplomat deutschbaltischer Herkunft
- Eduards Veinbergs (1899–1962), Fußball-, Bandyspieler und Leichtathlet
- Solomons Veinbergs (1910–1992), Fußballspieler
- Erik Veldre (1932–2023), deutscher Schauspieler
- Gražbylė Venclauskaitė (1912–2017), litauische Juristin
- Marģers Vestermanis (* 1925), Historiker, Gründer des Jüdischen Museums in Riga
- Nicolaus von Vicken (1571 – nach 1625), Alchemist, Astronom und Briefpartner Johannes Keplers
- Otto Hermann von Vietinghoff (1722–1792), Generaldirektor des allrussischen Medizinalkollegiums
- Igors Vihrovs (* 1978), Turner
- Vaira Vīķe-Freiberga (* 1937), Hochschullehrerin, Staatspräsidentin von 1999 bis 2007
- Waldtraut Villaret (1914–2016), deutsch-baltische Schriftstellerin, Übersetzerin und Lektorin
- Edgars Vinters (1919–2014), Maler
- Jānis Vitomskis (1936–2009), Schachspieler, Europameister im Fernschach
- Robert Volkner (1871–1950), deutscher Theaterschauspieler, Regisseur und Theaterintendant
- Herbert von Kuhlberg (1893–1915), Schwimmer
- Milda Voß (1894–1964), Widerstandskämpferin gegen den Nationalsozialismus

## W
- Arthur Walter (1860–1919), deutsch-baltischer Pastor und evangelischer Bekenner
- Pola Walter (vor 1900 – um 1942), Schauspielerin des jiddischen Theaters
- Fritz Weidemann (1886–1953), deutsch-baltischer Theater- und Stummfilmschauspieler und Drehbuchautor
- Olga Wendt (1896–1991), deutsche Gestalterin und Designerin
- Hans Wenschkewitz (1904–1987), lutherischer Pfarrer und Superintendent von Osnabrück
- Gerhart von Westerman (1894–1963), Komponist, Intendant der Berliner Philharmoniker, Musikschriftsteller
- Verena von Weymarn (* 1943), deutsche Ärztin, Sanitätsoffizier und erster weiblicher General der Bundeswehr
- Peter von Wichert (* 1935), deutscher Internist
- Burchard Heinrich von Wichmann (1786–1822), deutsch-baltischer Schriftsteller
- Nicolai von Wilm (1834–1911), deutscher Komponist, Pianist und Dirigent
- Carl von Wilpert (1778–1839), deutsch-baltischer Arzt
- Rudolf von Wistinghausen (1905–1981), deutscher Diplomat
- Gunther Witte (1935–2018), deutscher Dramaturg, Filmproduzent und Drehbuchautor
- Henning Witte (1634–1696), deutsch-baltischer Biograph und Literaturhistoriker
- Hermann Witte von Nordeck (1652–1710), Ratsherr und Ratsvorstand, 1709 Bürgermeister von Riga
- Johann Witte (1614–1657), deutsch-baltischer Historiker und Archivar
- Nicolaus Witte bzw. Witte von Lilienau (1618–1688), deutsch-baltischer Mediziner, Stadtphysikus von Riga
- Christian Heinrich von Wöhrmann (1814–1874), baltendeutscher Kaufmann
- Johann Christoph Wöhrmann (1784–1843), baltendeutscher Kaufmann
- Aleksander Wojtkiewicz (1963–2006), lettisch-polnischer Schachspieler
- Margarete Woltner (1897–1985), deutsche Slawistin
- Eduard Wulfson (* 1953), Violinist, Violinpädagoge, Musikagent und Instrumentenhändler
- Alexander Friedrich Wilhelm von Württemberg (1804–1881), Herzog von Württemberg
- Pauline von Württemberg (1800–1873), Königin von Württemberg
- Leonija Wuss-Mundeciema (* 1939), lettisch-deutsche Filmregisseurin
- Karl Wustrow (1878–1920), deutsch-baltischer Diplomat, deutscher Konsul in Täbris

## Z
- Friedrich Arturowitsch Zander (1887–1933), deutschbaltischer Pionier des Raketenbaus
- Walter Zapp (1905–2003), Erfinder der Kleinstbildkamera und der Marke Minox
- Astra Zarina (1929–2008), lettisch-amerikanische Architektin
- Kārlis Zariņš (1930–2015), Opernsänger
- Valdis Zatlers (* 1955), Politiker, Alt-Staatspräsident der Republik Lettland
- Juris Zeibārts (* 1959), Generalmajor
- Agnese Zeltiņa (* 1971), Schauspielerin
- Elmars Zemgalis (1923–2014), lettisch-amerikanischer Schachspieler
- Yitzchak Zieman (1920–2007), lettisch-amerikanischer Psychoanalytiker
- Roberts Zīle (* 1958), Wirtschaftswissenschaftler und Politiker
- Aljoscha Zimmermann (1944–2009), deutscher Pianist und Komponist
- Arkadi Michailowitsch Zinman (1909–1985), sowjetischer Schauspieler
- Ulla Zirne (* 1995), Rennrodlerin
- Sergejs Žoltoks (1972–2004), Eishockeyspieler
- Dārta Zunte (* 2000), Skeletonpilotin
- Laima Žurgina (* 1943), Dokumentarfilmregisseurin und Drehbuchautorin